# ساتيكولا
ساتيكولا (بالإنجليزية: Saticula)‏ كانت مدينة سامنية تقع بالقرب من حدود كامبانيا وجنوب إيطاليا. في عام 343 قبل الميلاد، خلال الحرب السامنية الأولى هاجمها القنصل الروماني كورنيليوس خلال حملة ضد السامانيين. لهذة المدينة بقايا أثرية في أراضي بلدة سانت أغاتا دي غوتي.